# Piazza dei Signori (Treviso)
Piazza dei Signori è la piazza più importante di Treviso, ubicata nel cuore della città e suo centro culturale, storico e sociale.
La piazza deve il suo nome attuale alla presenza dei palazzi che ospitarono gli organi dell'antica Signoria trevigiana: il Palazzo del Podestà, oggi sede della Prefettura, il Palazzo dei Trecento (odierna sede del Consiglio comunale) ed il Palazzo Pretorio.

## Storia e toponomastica
È possibile, ma solo approssimativamente, ricostruire la situazione urbana dell'attuale Piazza dei Signori a partire dalla fine del Dodicesimo secolo, dopo l'edificazione del primo corpo delle nuove fabbriche comunali.
Con il passare del tempo la piazza ha assunto diversi nomi. Il primo è stato forse "Piazza del Carubio". Carubio è una corruzione di "quadruvium", termine peraltro menzionato in una lapide latina (oggi murata sul campanile del Duomo cittadino), rinvenuta nel 1760, la quale testimonia che l'antica Tarvisium fu edificata secondo i criteri urbanistici comuni a tutte le città romane, con strade parallele incrociate ad angolo retto con le maggiori, "cardo" e "decumano" maximi, che davano origine al "quadruvio", forse collocato proprio nell'area oggi occupata da Piazza dei Signori. Secondo altri, tuttavia, il "quadruvio" sarebbe identificabile piuttosto nella vicina Piazza Carducci, punto di intersezione ortogonale delle odierne via Indipendenza (una prosecuzione del Calmaggiore) e via Martiri della Libertà e sito di un altro importante luogo di aggregazione nell'antichità, la Loggia dei Cavalieri.
Successivamente alla costruzione del Palazzo del Comune, alla piazza vengono riconosciuti i nomi di "Piazza delle Catene" o "Piazza della Berlina", per indicare il luogo dove i condannati venivano esposti al popolo. Durante il '500 la piazza è detta anche "Piazza Grande", "Piazza del Popolo" e più tardi "Piazza dei Nobili".
Nel corso del XVI secolo iniziano a sorgere diverse botteghe attorno al Palazzo del Podestà, centro della vita politico-amministrativa dell'epoca.
La piazza è conosciuta dagli abitanti anche come luogo di svago, dove ogni domenica sera suonava la banda civica e dove venivano svolte le feste di carnevale. Nella piazza hanno ancora oggi luogo numerose manifestazioni come sfilate di moda, concerti, la Rassegna Internazionale del Folclore, la Mostra mercato del radicchio di Treviso e del Gelato di Marca.

## Descrizione

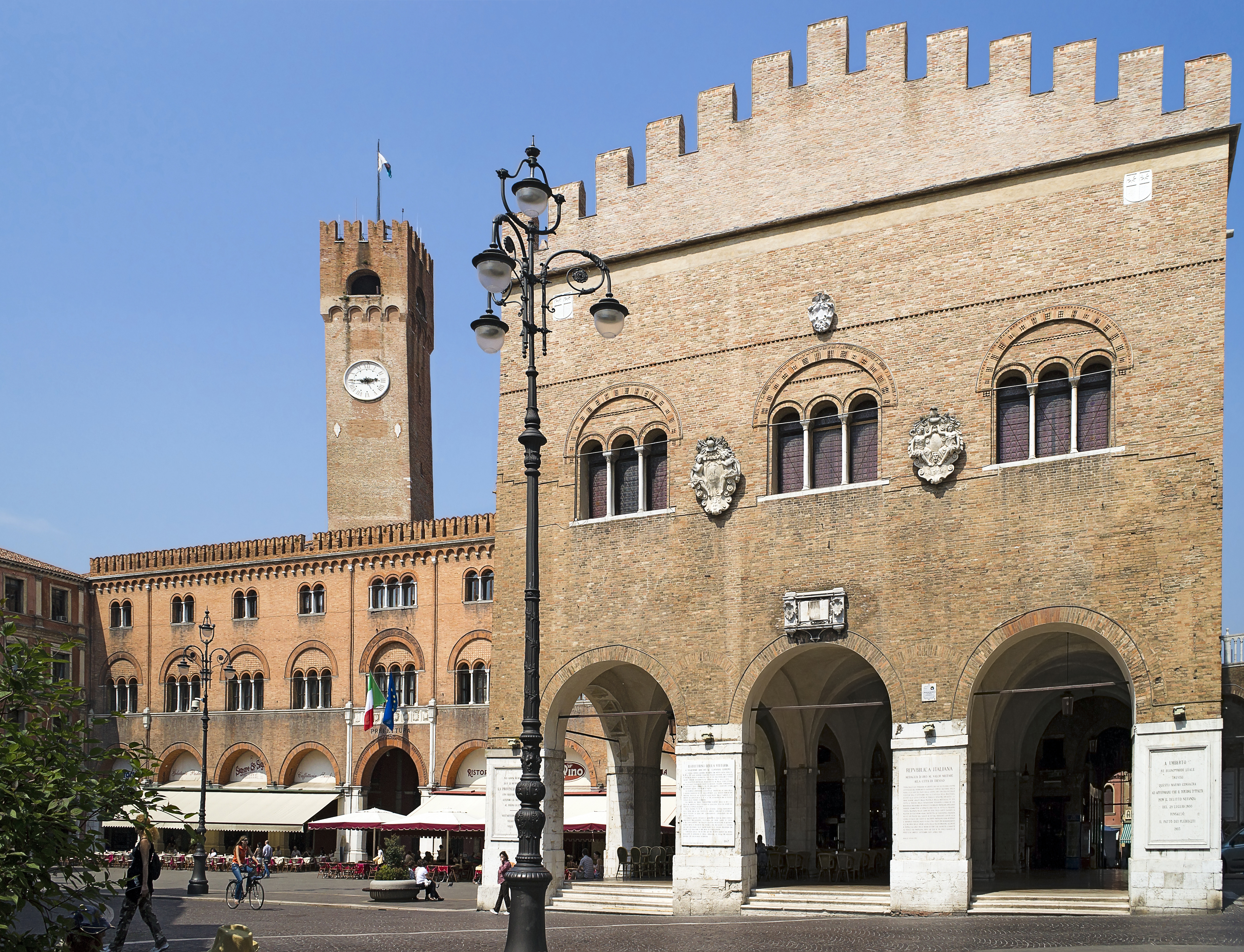
Piazza dei Signori e Palazzo dei Trecento

Piazza dei Signori, interamente rivestita da lastre, ha pianta di forma rettangolare ed è racchiusa su tre lati dal Palazzo dei Trecento (a est), dal Palazzo della Prefettura o del Podestà (a nord) e dal Palazzo Pretorio (a ovest). Mentre questi ultimi presentano al piano terra alti portici con fornici ad arco, il piano terreno del Palazzo dei Trecento è interamente occupato da una loggia, leggermente sopraelevata rispetto al livello della piazza, che mette in comunicazione Piazza dei Signori con Piazza Indipendenza. A separare Palazzo dei Trecento dal Palazzo del Podestà vi è un passaggio porticato noto come "portico dei soffioni" che conduce invece a Piazza del Monte di Pietà.
Osservando i palazzi si possono notare lapidi commemorative e numerosi rilievi rappresentanti i leoni di San Marco con il libro aperto, traccia dell'antica dominazione della Serenissima.
Via Calmaggiore, il cui nome deriva dal latino "Callis maior", chiude il lato meridionale della piazza. La strada, porticata su entrambi i lati quasi per l'intesa sua lunghezza, permette di raggiungere da Piazza dei Signori il Duomo di Treviso. In epoca romana questa via corrispondeva probabilmente al cardo maximum (come confermerebbe il ritrovamento di un tratto dell'antica strada, nella zona di Galleria Romana).
Fin dall'epoca medievale la piazza è sede dell'amministrazione locale, oltre a rappresentare un punto di incontro, perché al centro delle due strade ancora oggi tra le più frequentate per lo shopping, il Calmaggiore e via XX Settembre.

## I palazzi
La costruzione del gruppo dei palazzi comunali che delimitano i lati orientale, settentrionale ed occidentale della piazza si protrasse per diversi secoli.
Si ritiene che il Palazzo del Comune (oggi non più esistente) e il Palazzo dei Trecento siano i due primi edifici ad essere stati costruiti, essendo la loro presenza attestata già nei primi anni del Tredicesimo secolo.

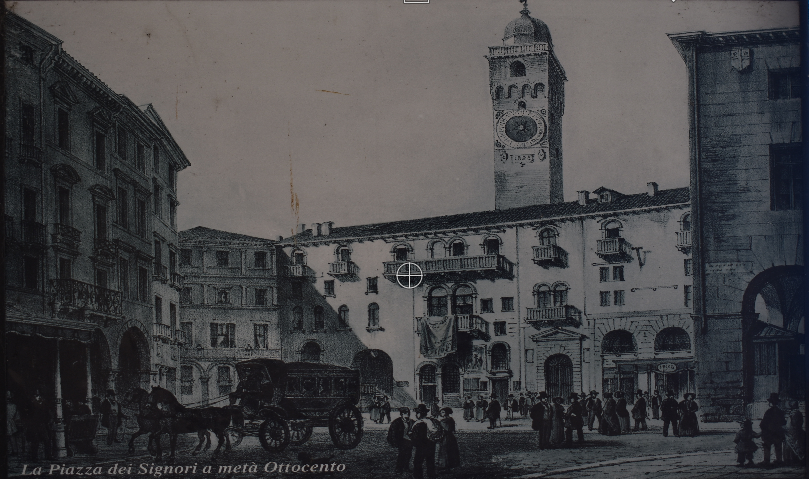
Piazza dei Signori nell'800

### Palazzo del Podestà
Oggi conosciuto anche come Palazzo della Prefettura, si trova sul lato nord della piazza. In epoca signorile e comunale qui sorgeva il Palazzo del Comune, dove si riuniva l'assemblea minore che deteneva le funzioni di governo della città. Durante il dominio veneziano l'edificio ospitò i rappresentanti del potere della città lagunare a Treviso, fu sede di vari uffici e residenza del podestà. Conclusa l'epoca della Serenissima, a partire dal 1807 il Palazzo divenne sede del tribunale cittadino (successivamente trasferito nel "nuovo" palazzo di giustizia, tuttora esistente in Piazza Duomo) e prima sede espositiva dei Musei civici. Un primo nucleo museale, costituito dalla raccolta di quadri, in prevalenza del XIX secolo, donati da Margherita Grimaldi Prati, fu infatti allestito a partire dal 1851 nella sala del Minor Consiglio, allora riconvertita a sede della Biblioteca civica.
L'attuale aspetto del Palazzo, in stile neogotico, è frutto dei lavori eseguiti tra il 1874 e il 1877, su progetto dell'ingegnere Giulio Olivi. Solo la parte posteriore (nord-est) del palazzo, e il tetto, conservano l'antica struttura. La parte frontale del precedente edificio era invece caratterizzata da una scalinata esterna, addossata alla loggia del Palazzo dei Trecento, che permetteva l'ingresso diretto dalla piazza al Salone del Consiglio. L'opera di restauro venne avviata dopo la demolizione della parte frontale e fu finalizzata ad adibire il palazzo a sede della Provincia.
L'edificio è oggi, assieme al Palazzo Pretorio, sede della Prefettura.

### Torre civica
La Torre civica è stata edificata nel 1218. Inizialmente era distaccata dal restante corpo degli edifici comunali. Circa cinquant’anni dopo, in occasione dei lavori di ampliamento del Palazzo del Podestà, la torre viene unita al complesso in cui ha oggi sede la Prefettura. Ospita la "marangona", la campana che dal 1328 scandisce il tempo della vita pubblica cittadina.

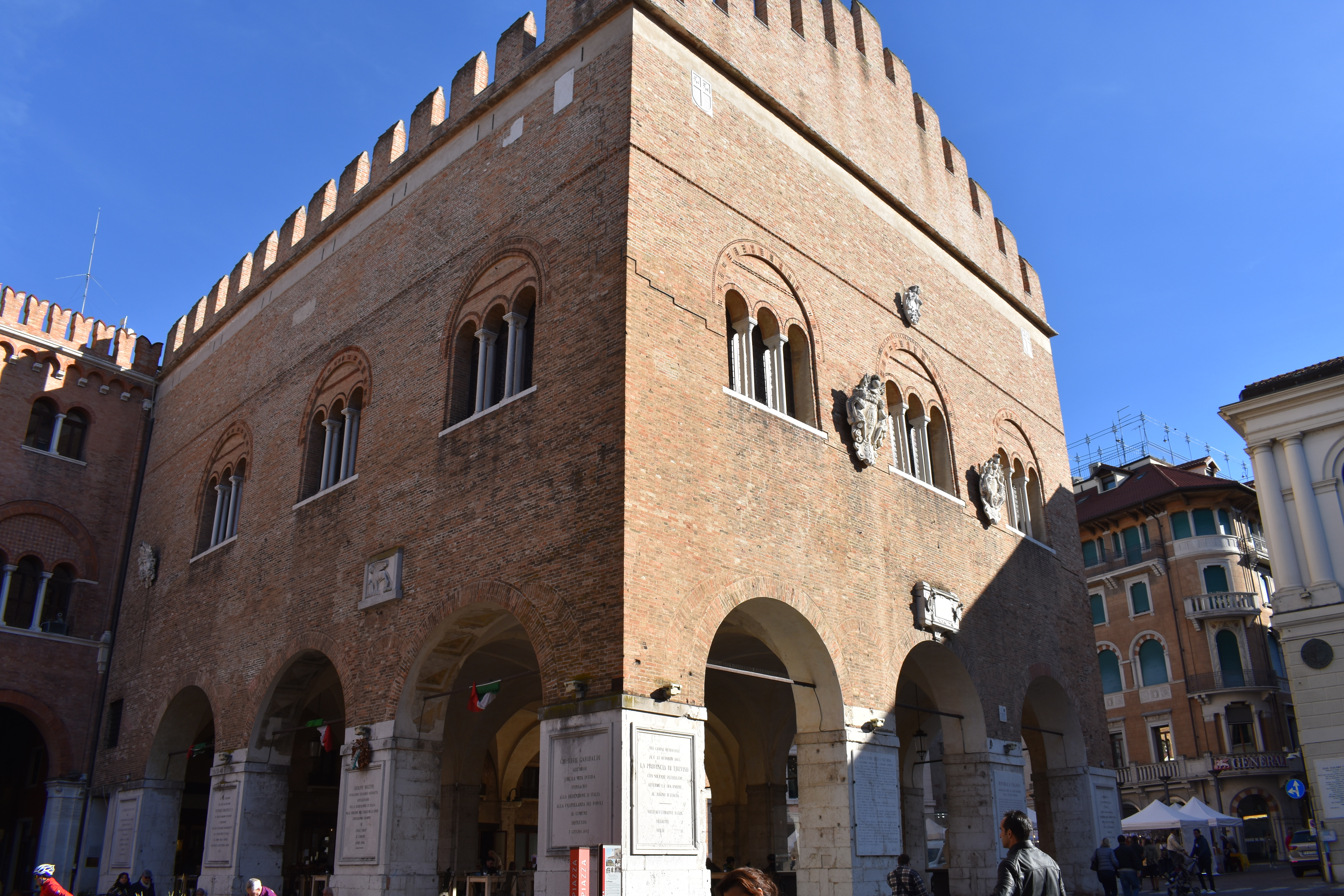
Palazzo dei Trecento

### Palazzo dei Trecento
Il Palazzo dei Trecento, definito nelle fonti coeve domus nova, venne costruito nel 1213, dopo che il Palazzo del Comune, denominato domus communis, risalente al 1207, fu distrutto da un incendio. Conosciuto anche come Palazzo della Ragione, è l'antica sede del Maggior Consiglio (o Consiglio dei Trecento).
Il palazzo è edificato in uno spazio libero corrispondente al "foro" di epoca romana, nel cuore della città antica. La scelta di collocarlo nell'attuale Piazza dei Signori e lontano dal Duomo è segno di una volontà di separazione del popolo laico da quello religioso.
Il palazzo è caratterizzato dalla grande loggia al piano terra, detta "Loggia dei Trecento", realizzata nel 1553, dopo la demolizione dei muri del pianterreno, tra il 1265 e il 1268 circa, sulla parte anteriore che affaccia sulla Piazza dei Signori, e dalle trifore del primo piano, dove si trova il Salone dei Trecento, in cui si riuniva la più importante assemblea cittadina, costituita da 300 membri. Oggi il salone è ancora al centro della vita politica e amministrativa della città come sede del Consiglio comunale.

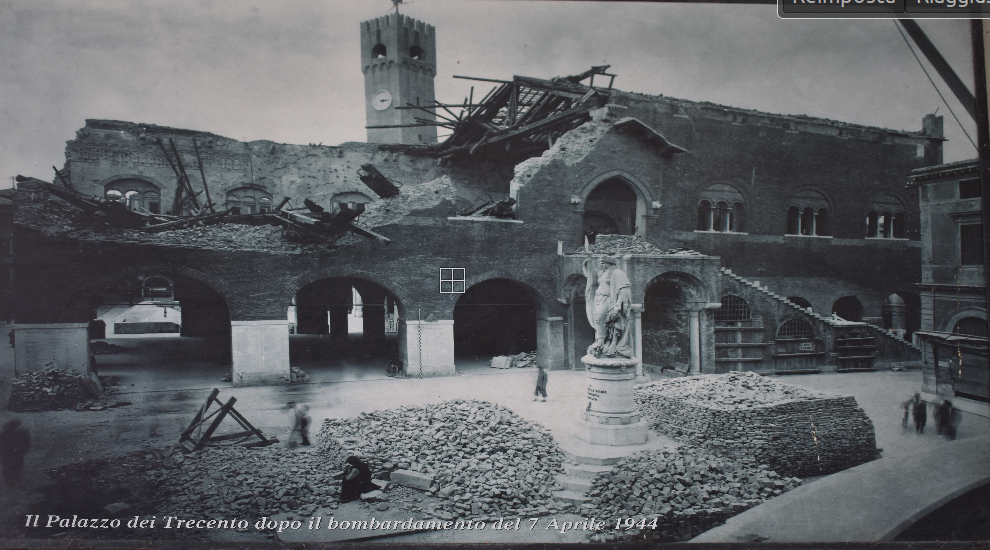
Palazzo dei Trecento dopo il bombardamento del 1944

Fra il 1874 e il 1877 tutto il corpo centrale del Palazzo dei Trecento venne rimodernato; nonostante le polemiche e le opposizioni fu rifatto dalle fondamenta sulla base del progetto dell'ingegnere Giulio Olivi, che in parte si attiene al progetto di Camillo Boito. Nel 1876 la parte anteriore venne completamente ricostruita.. Nel 1906 venne ripristinata la scalinata esterna di accesso dal lato orientale. I lavori, iniziati a fine '800, terminarono nel 1939 e il palazzo rimase immutato fino al tragico Venerdì Santo del 1944. L'edificio fu infatti gravemente danneggiato dal bombardamento di Treviso del 7 aprile 1944, ma successivamente ha riacquistato il suo aspetto primitivo grazie ad un accorto restauro, frutto dell'ostinazione dei trevigiani e dell'opera ingegneristica di Ferdinando Forlati. L'ingegnere, all'epoca soprintendente ai monumenti di Treviso, riuscì a raddrizzare le strapiombanti murature. Durante il restauro, che durò dal 1947 al 1951, si decide che i merli, realizzati in forma ghibellina durante la ristrutturazione di fine '800, dovettero essere completamente ricostruiti in stile guelfo.
Nemmeno più di mezzo secolo dopo, il palazzo iniziò a presentare molti problemi di conservazione. Molti mattoni - che le ricerche dimostrano essere stati realizzati nell'ultimo restauro dalla macinatura di vecchi laterizi, probabilmente recuperati a seguito dei bombardamenti - si polverizzarono e caddero. Nel 2007 vennero fatti nuovi lavori di restauro.

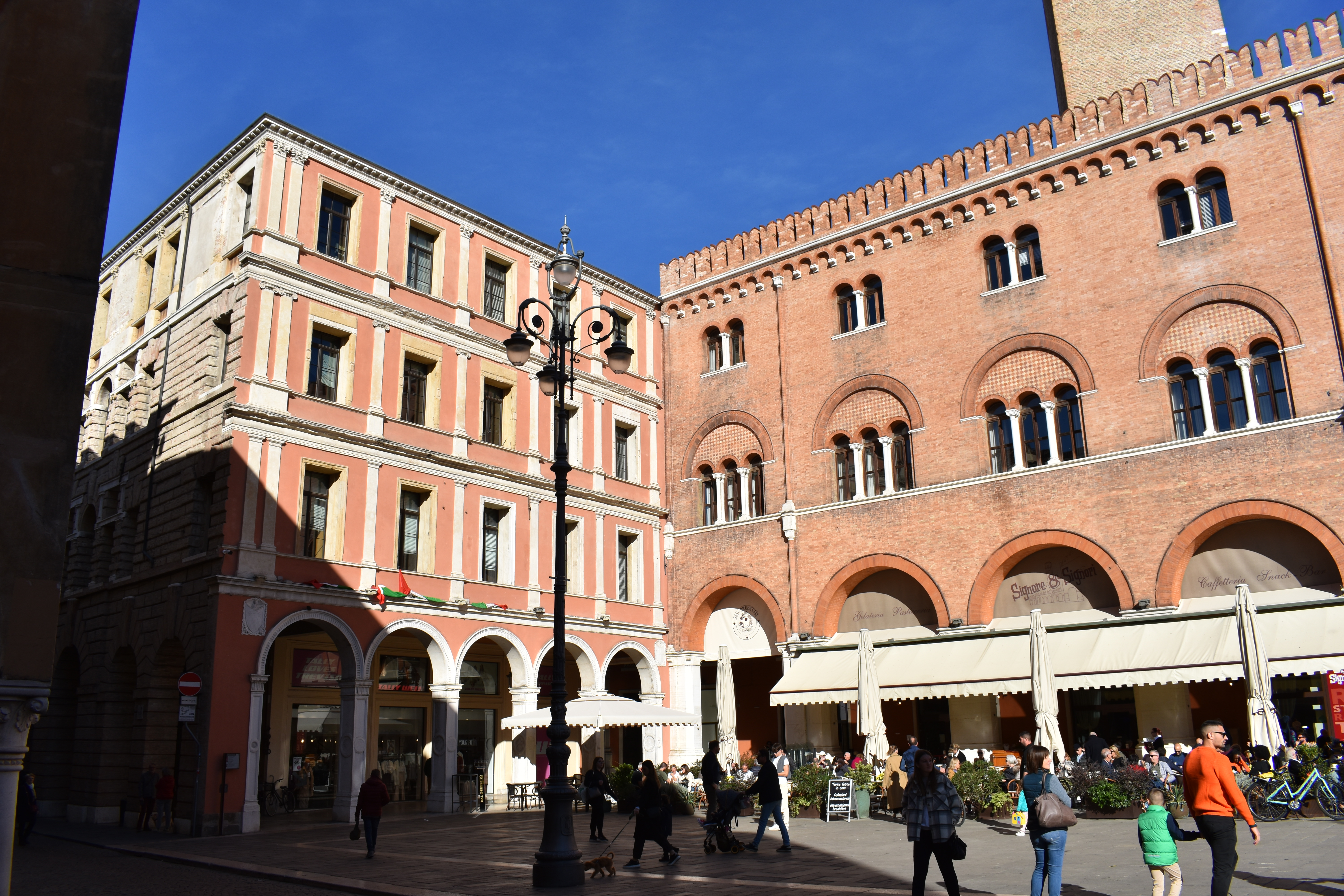
Palazzo Pretorio

### Palazzo Pretorio
Situato ad ovest della piazza e parallelo al Palazzo dei Trecento si trova Palazzo Pretorio, che completa il gruppo dei palazzi comunali e chiude la piazza; l'edificio presenta una notevole facciata in bugnato del '600 rivolta sulla via Calmaggiore. All'interno del palazzo si trovava, in epoca veneziana, la Fontana delle Tette. Rimossa dopo la caduta della Repubblica Veneta, venne ritrovata dall'abate Luigi Bailo. Attualmente si trova nella loggia del Palazzo dei Trecento. Al pianterreno era presente una loggia con affreschi attribuiti al Pozzoserrato. Il fianco rivolto verso la piazza fu completamente ricostruito in occasione del rifacimento del corpo centrale; il fronte sud-ovest di quest'ala, sopra il Calmaggiore, fu modificato numerose volte; sono presenti, però, ancora parti antiche.

## Toponomastica popolare
L'angolo di via Barberia, all’entrata meridionale della piazza, è noto popolarmente come il canton dei Quattroesse (l'"angolo dei quattro S": Studenti Sempre Senza Soldi o Siamo Sempre Senza Soldi), un riferimento al risalente uso dei giovani di incontrarsi all'aperto proprio in quel luogo, per stare in compagnia, in mancanza di soldi da spendere nei negozi o nei locali pubblici.
Degno di menzione è anche il toponimo attribuito al passaggio coperto sotto il Palazzo del Podestà, tra Piazza dei Signori e Piazza Monte di Pietà, noto come portico dei Soffioni, così chiamato, in origine, non tanto per la brezza che sempre vi spira, quanto «pe' cartocci di polvere pirica, detti soffioni, che vi si sparavano in occasione delle caccie de' tori, (ad aizzarne contr'essi i cani)» che si tenevano spesso, specie il giovedì grasso, in Piazza dei Signori.